# الدوري الشمالي لكرة القدم 1966–67
الدوري الشمالي لكرة القدم 1966–67 هو موسم من الدوري الشمالي لكرة القدم ‏. فاز فيه بيشوب أوكلاند ‏.